# Calore Irpino
Det finns två italienska floder vid namn Calore. Den här artikeln behandlar Calore Irpino, inte Calore Lucano.
Calore Irpino (latin: Calor) är en flod i den italienska regionen Kampanien. Den är 108 kilometer lång och är en biflod till floden Volturno. Floden kallas ibland även Calore Beneventano.
Under Konstans II fälttåg mot langobarderna i Italien mötte Konstans II longobarderna vid floden där Konstans II besegrades av kung Grimoald I av Benevento 8 maj år 663. Då Konstans II redan övergivit sin tidigare belägring av Benevento drog han sig tillbaka till Neapel och övergav tankarna på att återinföra det bysantinska riket i södra Italien.